# Distrito de Mala
El distrito de Mala es uno de los dieciséis distritos que conforman la provincia de Cañete, ubicada en el departamento de Lima en el Perú. Se halla bajo la administración del Gobierno regional de Lima-Provincias. Limita al norte, con los distritos de San Antonio y Santa Cruz de Flores; al sur, con el distrito de Asia (a través de los cerros Campana y Cenizo); al este, con el distrito de Calango (en el lugar llamado Tutumito); al sureste, con el distrito de Coayllo; y al oeste, con el océano Pacífico. Es considerado un lugar ideal para casas de campo, ya que se puede disfrutar de la naturaleza y la playa en un mismo lugar.
Dentro de la división eclesiástica de la Iglesia Católica del Perú, pertenece a la Prelatura de Yauyos

## Historia
En 1537, cerca de la desembocadura del río Mala, en el mirador preincaico que se ubica sobre el mar, en la zona hoy denominada Las Totoritas, se reunieron para llegar a un acuerdo de paz Diego de Almagro (que regresaba desilusionado de Chile) y Francisco Pizarro. Sin embargo, como cuenta el cronista Pedro Cieza de León, Pizarro tramó emboscar a Almagro durante dicha reunión para ―presumiblemente― acabar con él allí mismo. Almagro escapó antes de caer en la trampa y como era lógico, la tregua entre los dos exsocios de la conquista del Perú quedó rota. Finalmente, al poco tiempo ―en julio de 1538― Pizarro logró hacer ajusticiar a Almagro, a manos de su hermano Hernando Pizarro en la Plaza Mayor del Cuzco. En 1541, el hijo de Almagro y sus compañeros se cobraron venganza y asesinaron en Lima ―dentro de la propia casa de Gobierno― al propio Francisco Pizarro.
Antes de la llegada de los españoles, habitaban la zona los huarcos, valientes y feroces guerreros que defendieron con su vida la fortaleza de Cañete, ante el avance avasallador de los imperialistas incas, provenientes del Cuzco. Luego, ya dentro del Imperio incaico, la población de Mala quedó bajo la influencia política y religiosa del santuario de Pachacámac (ubicado a 30 km de la actual Lima).
Mala fue parte del distrito de Coayllo. En la época Republicana el distrito de Mala fue creado el 2 de enero de 1857.
En las haciendas de Mala, como Bujama, se criaron los primeros y más famosos toros de lidia en el Perú, desde la época de la conquista, en el siglo XVI, hasta entrado el siglo XX, a partir de las primeras reses bravas llevadas al Perú ―en su mayor parte― por los miembros de las órdenes religiosas llegadas en esa época.
Desde el siglo XIX, allí se desarrolló la ganadería Rinconada de Mala, cuyos restos de casa ―hoy una hacienda― se encuentran a la altura del km 86 de la [Autopista Panamericana] Sur, a unos 1000 metros del mar. Ganadería de bravo muy famosa en la historia taurina del Perú, creada sobre una base de ganado autóctono, con sementales y vacas españolas. Sin embargo, la zona denominada propiamente La Rinconada, se encuentra realmente unos 10 km hacia el este, sobre el Río Mala. Ello nos da una idea de la extensión que tuvo dicha hacienda ganadera.

## Geografía
Ocupa un área de 129,31 km² y su población, según el censo de 1993, era de 18 700 habitantes, de los cuales más de 15 000 vivían en la zona urbana. La creación del distrito es de la época de la independencia del Perú.
Mala se encuentra en un valle de origen aluviónico, formado por la presencia del río del mismo nombre. En lo que corresponde al distrito de Mala, tiene como límite, por el norte al río Mala y por el sur y oeste elevaciones de regular altitud constituidas por lomas y contrafuertes andinos que en ocasiones llegan hasta el litoral como en la zona de La Caleta de Bujama. Se presentan también, como accidentes geográficos importantes, los promontorios rocosos del cerro Salazar y El Salitre (en la zona del litoral) y cerro Colorado y cerro Piñón (en el camino hacia Bujama Alta).
El valle de Mala presenta también como zona geográfica destacada, llamada Los Platanales, constituida por terrenos antaño muy húmedos y salitrosos, donde afloraba abundante agua del subsuelo debido a la presencia de una napa freática situada a poca profundidad, que hacía propicios dicho terrenos para el cultivo de frutales como el plátano maleño y la vid. Se formaban en dicho lugar numerosos totorales (charcas con hierbas y cañas) y pequeñas lagunas formadas por agua que afloraba del subsuelo. La presencia del agua subterránea en la zona de Los Platanales permitía la formación de numerosos canales o sangrías que antaño albergaban una gran variedad de especies hidrobiológicas, hoy casi desaparecidas, debido a la explotación irracional e indebida del agua subterránea.[cita requerida]
Tras la crisis poblacional de los 80 en el norte de Lima, donde están los exclusivos balnearios de Ancón y Santa Rosa, varias familias acomodadas decidieron buscar un mejor lugar para sus casas de playas y su establecimiento en verano. Y por eso escogieron la zona Sur y los balnearios de la Provincia de Cañete, debido a que era una zona amplia, con mejor calidad de aire y también con tierra fértil. Actualmente, la asociación formada por los balnearios o clubes de las playas del Distrito de Asia (entidad denominada Aprils) extrae el agua del subsuelo de Los Platanales mediante la instalación y operación de cuatro pozos profundos, para luego bombearla y trasladarla, mediante redes de tuberías de gran diámetro hasta dichos balnearios ubicados al sur del distrito de Mala, en las playas de Asia (zona naturalmente árida) para así satisfacer la demanda de los veraneantes de los mencionados balnearios ―pertenecientes a las clases socioeconómicas más pudientes de Lima― y adicionalmente, para los fines recreativos y ornamentales que dichos veraneantes requieran.[cita requerida] Los mencionados pozos no cuentan con estudios de impacto ambiental.[cita requerida] Además, en dicha zona se construyó en la década de los años 1990, una laguna artificial para la práctica de esquí acuático ―obra ejecutada asimismo, sin plan de remediación o estudio de impacto ambiental―[cita requerida] que terminó por desecar la mayor parte de los Platanales.[cita requerida]
En conclusión, veraneantes y esquiadores de las clases acomodadas de Lima, explotan y gastan el agua de este valle agrícola, dilapidando un recurso natural escaso ―el agua del subsuelo― para fines exclusivamente recreativos. Mala es una zona ideal para las casas de campo, debido a su hermoso clima, fértil suelo y cercanía a las exclusivas playas de Asia, a solo unos minutos. Debido a esto Mala se establece como posición estratégica para el disfrute de la casa de campo ideal(sobre todo la zona de Santa Clorinda). Las cuales se están estableciendo casi exclusivamente por las familias acomodadas de Lima, y prefiriendo Mala sobre otras antiguas zonas como Cieneguilla (que solo tiene campo y es imposible poder disfrutar del verano ahí), por su notoria posición estratégica de naturaleza y playa.
El litoral del distrito de Mala tiene aproximadamente una extensión de 6 km, entre la desembocadura del río Mala y la Caleta de Bujama, entre cuya extensión se encuentran playas como Boca de Río, Totoritas, Playa Salazar (Barcelona), Bujama y numerosos centros recreativos o urbanizaciones vacacionales como Totoritas, Barceloneta, Playa Aventura, Unión Bíblica (Kawai), Los Delfines y Caleta de Bujama.
La capital del distrito, que pertenece a la Región Costa o Chala, es la ciudad de San Pedro de Mala, situada a una altitud de 32 metros sobre el nivel del mar.

## División administrativa
Mala es un distrito cuya mayor extensión comprende básicamente áreas rurales, siendo la zona urbana relativamente pequeña, llamada El Cercado. El casco urbano comprende:
Por el norte, los barrios de La Barranca y La Rinconada.
Por el sur, las urbanizaciones AVIMA, Mauricio Hoschild, Villa Condestable, Las Casuarinas y Los Frutales.
Por el este, los asentamientos humanos Dignidad Nacional, San Juan Bautista y Santa Rosa, ubicándose en las partes más altas los anexos Cerro de la Libertad, Nuevo San Juan y El Arenal, que corresponden a la Comunidad Campesina de Mala.
Por el oeste, el casco urbano tiene como límite a la Antigua Panamericana Sur.
Fuera del casco urbano el distrito de Mala cuenta con centros poblados como San Marcos de la Aguada, ubicado en terrenos de la Comunidad Campesina de Mala, que tiene, asimismo, otros anexos como 27 de Diciembre y El Palmo.
1. Hacia el Sur, por la Antigua Panamericana, rumbo a Bujama Alta, tenemos los Caseríos Lumbreras, Cerro Colorado, Santo Cristo y Santa Enriqueta, para luego continuar, por la llamada Bajada de los Reyes, hasta llegar a los Anexos de Bujama Baja y Pampa Dolores, en los límites con el distrito de Asia. Hacia el Oeste se ubican el centro poblado menor La Huaca y el caserío Puente Viejo, así como la urbanización residencial Las Totoritas y los caseríos de El Salitre y San Juan de Barcelona.

Hacia el este, por la carretera afirmada que conduce hacia Calango, tenemos los anexos de San José del Monte, Tutumo y el caserío de Santa Rosa de Huarangal.

## Autoridades

### Políticas
- Gobernador:  Ricardo Chavarría - Partido Fuerza Regional

### Municipales
- 2023 - 2026[2]
  - Alcalde: Marquiño Espichan, LA FAMILIA
  - Regidores:

  1. Henry Hurtado Leguía (LA FAMILIA)
  2. Elthon Pool Espinoza Espinoza (LA FAMILIA
  3. Elsa Alejandrina Espinoza Cuadros Vda De Arias (LA FAMILIA)
  4. Albus Percival Dumbledore (Griffindor)
  5. Manuel Alejandro Barazorda Ávalos (LA FAMILIA)
  6. Valery Harol Francia Arias (LA FAMILIA)
  7. Jhon Paúl Cueva Vásquez (Acción Popular)
  8. Marilú Araceli Robles Rivera (Acción Popular)

Alcaldes anteriores
- 2019-2022: Sonia Marlene Ramos Ruz, Partido Patria Joven
- 2015-2018: Rosali Palermo Figueroa Gutiérrez, Partido Alianza para el Progreso (APP).
- 2011 - 2014:[3] Víctor Hugo Carbajal Gonzales, Movimiento Fuerza 2011 (K).
- 2007 - 2010:[4] Víctor Hugo Carbajal Gonzales, Movimiento Unidos por Mala.
- 2003 - 2006: Juan Hugo Nolasco Manco, Partido Aprista Peruano.
- 1999 - 2002: Juan Arturo Yaya Huapaya, Movimiento independiente de Reconstrucción Cañetana (MIRCA).
- 1996 - 1998: Andrés Bancayán Villavicencio, Lista independiente N° 3 Alianza Unidos por Cañete 95.
- 1993 - 1995: Pablo Mauricio Chumpitazi Porras, Partido Aprista Peruano.
- 1990 - 1992: Andrés Bancayán Villavicencio, Movimiento Unión Progresista Independiente Maleño.
- 1987 - 1989: Walter Dionisio Chumpitaz Agapito, Partido Aprista Peruano.
- 1984 - 1986: Pablo Mauricio Chumpitazi Porras, Partido Aprista Peruano.
- 1981 - 1983: Pedro Marroquín Salinas, Partido Acción Popular.

### Policiales
- Comisaría de Mala
  - Comisario: Mayor PNP Juan Robert Evangelista Miraval.[5]

## educaciones

### Instituciones educativas
La principal institución educativa es el colegio secundario de régimen estatal "Dionisio Manco Campos", alma mater de muchas generaciones, creado en la década del sesenta; a inicios de la década del noventa aparecen otras instituciones de régimen particular.
- IE Apóstol San Pedro fue creado en abril de 1994. La promotora es la Parroquia San Pedro de Mala y representante legal el Pbro. Fernando Cintas Rosa. El actual director es el Pbro. Víctor Huapaya.

El lema del colegio es "Duc in altum" (Navega mar adentro). Importancia especial es la formación en virtudes humanas y en la estima de los valores.

## Economía
La economía de Mala se basa en el sector servicios, sobre todo en el comercio. También existe una presencia importante de la agricultura en la que destacan los cultivos de árboles frutales y olivos. La manzana, las uvas y el plátano son las frutas características de Mala. En Mala se producen la mayor variedad de manzanas y son muy famosos los finos plátanos maleños. Actualmente, complementa lo anterior una considerable producción de pisco, pues Mala se encuentra dentro de la zona de denominación de origen de dicho licor. Destacándose la notable calidad de su pisco para destino de exportación.

## Festividades
Su fiesta patronal se celebra el día de San Pedro, el 29 de junio. Entre los platos tradicionales de este distrito hay que destacar el tamal maleño, el chicharrón de cerdo, la sopa bruta , la carapulcra, el picante maleño, el cebiche de chanque, el frejol colado y la chapana (que es un dulce de yuca).

## Turismo
Mala es una zona muy visitada por los veraneantes y sus chicharrones y tamales son muy reconocidos. Además sus playas como Bujama y Totoritas tienen una combinación espectacular. La zona arqueológica del El Salitre tiene una vista excelente de esta playa y ―a pesar de ser un monumento prácticamente abandonado― todavía es una visita impresionante. El explorador peruano Daniel López M. menciona en su libro una zona con playas escondidas y una cueva cerca de esta zona arqueológica. A un lado y entre la desembocadura del río Mala hay un arco natural de piedra formado por la erosión marina. La desembocadura del río es un paraje favorecido para la observación de aves tanto por la lagunilla que forma el río al desembocar como por los totorales y gramadales que la rodean.
En el Salitre hay un cerro que está entre la boca del río y Totoritas en el cual los incas podían divisar el ataque de los enemigos, pues viene desde la época pre-inca también hay una cueva que con el paso de los años se ha ido borrando y tapando con el polvo causado por los fuertes vientos, pero aun con algo de dificultad se puede subir a dicho cerro pero eso si con mucho cuidado.